# クリストファー・バズビー
クリストファー・バズビー (クリス・バズビーもしくはクリス・バスビーとも、Christopher Busby, 1945年9月1日 - ) は、イギリスの科学者。環境問題をテーマとする市民団体である「欧州放射線リスク委員会」の科学担当委員。環境コンサルティング会社の科学担当、1995年に設立された「低レベル放射線キャンペーン」（Low Level Radiation Campaign）の科学アドバイザー。アルスター大学の客員教授を務めている。

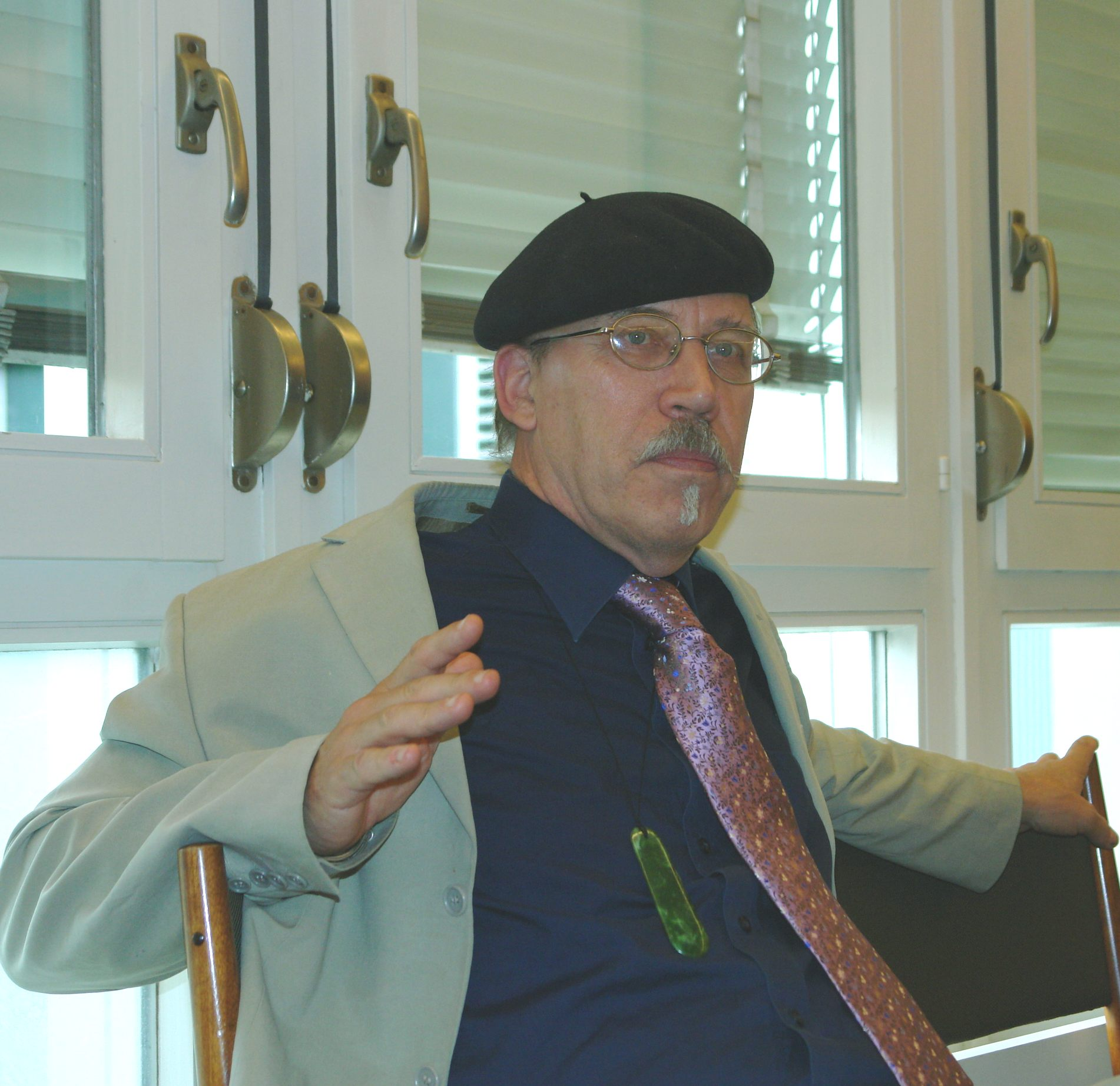
クリストファー・バズビー
Christopher Busby

## 経歴
デヴォン州南部のペイントンに生まれた。1966年から1969年の間ロンドン大学で化学を学び、1970年以降はインナー・ロンドン教育庁（en:Inner London Education Authority）、ケント大学、サセックス大学、ウェールズ大学、リヴァプール大学、西イングランド大学（en:University of the West of England）などで教鞭をとった。1981年にケント大学で物理化学の博士号を取得している。
バスビーが最高科学責任者を務めるBusby Laboratoryはブリュッセルに本社が置かれている環境コンサルティング会社で、CEOはJoseph J Ryanが務めている。内部被曝の検査、食品・水・土の放射能検査のほかに「放射性物質飛散地域で必要であると考えられるサプリメント」の取扱いなどをおこなっている。…
このサプリには日本では輸入規制される毒物「セレン」が含まれていた

## 活動
バズビーは低線量電離放射線被曝は健康へ悪影響を与えると主張しており、福島第一原子力発電所事故後の日本において、バズビーは、彼が放射線の影響から日本の人々を保護すると主張する、一連の商品やサービスを擁護している。
これらの検査についてはバズビーが科学担当を務める環境コンサルティング会社であるBusby Laboratoryに委託されている。またサプリメント等の商品販促活動を行う組織として、「福島の子供たちのためのクリストファー・バスビー基金」（ChristopherBusby Foundation for the Children of Fukushima）という特定非営利活動法人を設立するとしている。この組織は六本木ヒルズ2205に事務所を置き、バスビー研究所CEOのJoseph J Ryanが窓口を担当している。「福島の子供たちのためのクリストファー・バスビー基金」は募金も呼びかけており、その振込先はバズビーの故郷の町の銀行に口座を有するGreen Auditである。

## 主張と批判
ジョージ・モンビオ（George Monbiot　イギリスの環境ジャーナリスト、環境運動家）は2011年3月21日付けのイギリスの新聞ガーディアン (The Guardian) に「なぜ私は福島第一原発の事故により心配するのをやめて原子力を愛するようになったか」（"Why Fukushima made me stop worrying and love nuclear power"）を執筆し、原発支持を表明した。バズビーは「何のための原子力なのか、ジョージ?」（"What’s the Nuclear Energy For, George?"）を執筆し、モンビオの記事を批判した。
ジョージ・モンビオとガーディアンの東京特派員Justin McCurryは2011年11月21日付けのガーディアンにバスビーと「福島の子供たちのためのクリストファー・バスビー基金」についての記事"Post-Fukushima 'anti-radiation' pills condemned by scientists"を掲載した。
ガーディアンに掲載されたジョージ・モンビオのブログ記事によると、サプリメントの販売に関してバズビーとコンタクトをとったところ、バズビーはいくつかの質問には回答した。
バズビーは（バズビーおよび「欧州放射線リスク委員会」とは関係が無い）ベラルーシの医師・病理解剖学者ユーリ・バンダジェフスキーの研究を引用している。バンダジェフスキーは心臓などの臓器にセシウム137が悪影響を及ぼすとしている。
バズビーは「日本政府がICRP（国際放射線防護委員会）の基準を盾にとって、『年間20mSv（ミリシーベルト）までの被曝は安全』と主張しているのは、言語に絶するほど間違っている。ICRPのリスク・モデルはもともと1952年に作られたもので、その基準は軍需産業が核実験を正当化するためのものです」と述べ、ICRPのリスク・モデルの問題の一つは内部被曝の危険性を過小評価している点
としている。また、「ICRP リスクモデルの編集者ジャック・バレンティン博士は、ビデオ・インタビューで、ICRPモデルは福島のような放射線放出の健康影響を政治家に助言するためには使用することができないと述べた。博士は、ある種の内部被曝について、このリスクモデルは2桁のオーダーで不確かであるということに同意した。」としている。

## その他
千葉県鴨川市のハーモニクスライフセンター（代表・責任者：森田玄）が運営する「バズビー博士支援基金」なる団体がウェブ上で募金を呼びかけているが、「福島の子供たちのためのクリストファー・バスビー基金」では、「バズビー博士支援基金はバズビー博士の承諾を得ずにバズビー博士の名前や写真を使用した募金や寄付活動を行っている」と主張している。その一方でふくしま集団疎開裁判の会は「バズビー博士の友人であり、本疎開裁判の協力者の一人でもある森田玄さんが、この検査費用の捻出のために窓口となる場を立ち上げました。これがバズビー博士支援基金です。この基金に集められた募金はそっくり、バズビー博士らが1992年に設立した環境NGOグリーン･オーディットの口座に送金されています。」と述べている。

## 所属学会・政府委員会
以下のデータは「福島の子供たちのためのクリストファー・バズビー基金」のウェブページに掲載されている情報である。
- 王立化学会 (Royal Society of Chemistry)
- 王立医学協会 en:Royal Society of Medicine
- 国際環境疫学協会 en:International Society for Environmental Epidemiology
- チェルノブイリの医師たちウクライナ委員会　Ukraine Committee: Physicians of Chernobyl
- 2001年-2004年 環境における放射線の医学的側面に関する委員会　en:Committee on Medical Aspects of Radiation in the Environment
- 2002年-2007年 国防省 (イギリス) 劣化ウラン監視委員会 Depleted Uranium Oversight Board , Ministry of Defence
- 子どもの健康と環境に関する政策情報ネットワーク Policy Information Network on Child Health and Environmentの科学政策グループリーダー

## 著作
- 2012年　「封印された｢放射能｣の恐怖　フクシマ事故で何人がガンになるのか」 飯塚真紀子訳　講談社　ISBN 4062177919